# Platysteira
Platysteira is een geslacht van zangvogels uit de familie  Platysteiridae. De wetenschappelijke naam werd gepubliceerd in 1830 door Jardine en Selby.

## Soorten
De volgende soorten zijn bij het geslacht ingedeeld:
- Platysteira albifrons – Angolalelvliegenvanger
- Platysteira blissetti – Roodwanglelvliegenvanger
- Platysteira castanea – Witstuitlelvliegenvanger
- Platysteira chalybea – Reichenows lelvliegenvanger
- Platysteira concreta – Geelbuiklelvliegenvanger
- Platysteira cyanea – Bruinkeellelvliegenvanger
- Platysteira hormophora – Witneklelvliegenvanger
- Platysteira jamesoni – Jamesons lelvliegenvanger
- Platysteira laticincta – Bamendalelvliegenvanger
- Platysteira peltata – Zwartkeellelvliegenvanger
- Platysteira tonsa – Witbrauwlelvliegenvanger